# Giovanni Branca
Giovanni Branca (Sant'Angelo in Lizzola, 22 aprile 1571 – Loreto, 24 gennaio 1645) è stato un ingegnere e architetto italiano, noto per aver ideato una macchina che precorreva il principio del motore a vapore.

## Biografia
Nato a Sant'Angelo in Lizzola, dal 1616 Branca fu impiegato presso la Sacra Casa di Loreto, dove effettuò lavori tipici di un ingegnere rinascimentale: curò le riparazioni alla struttura, progettò monumenti funebri e migliorò le fortificazioni. Assunse inoltre un ruolo nel governo locale e curò gli interessi terrieri della Casa Sacra. Il suo lavoro lo condusse anche frequentemente ad Assisi e Roma. Ottenne la cittadinanza di Roma nel 1622.

## Il volumeLe machine

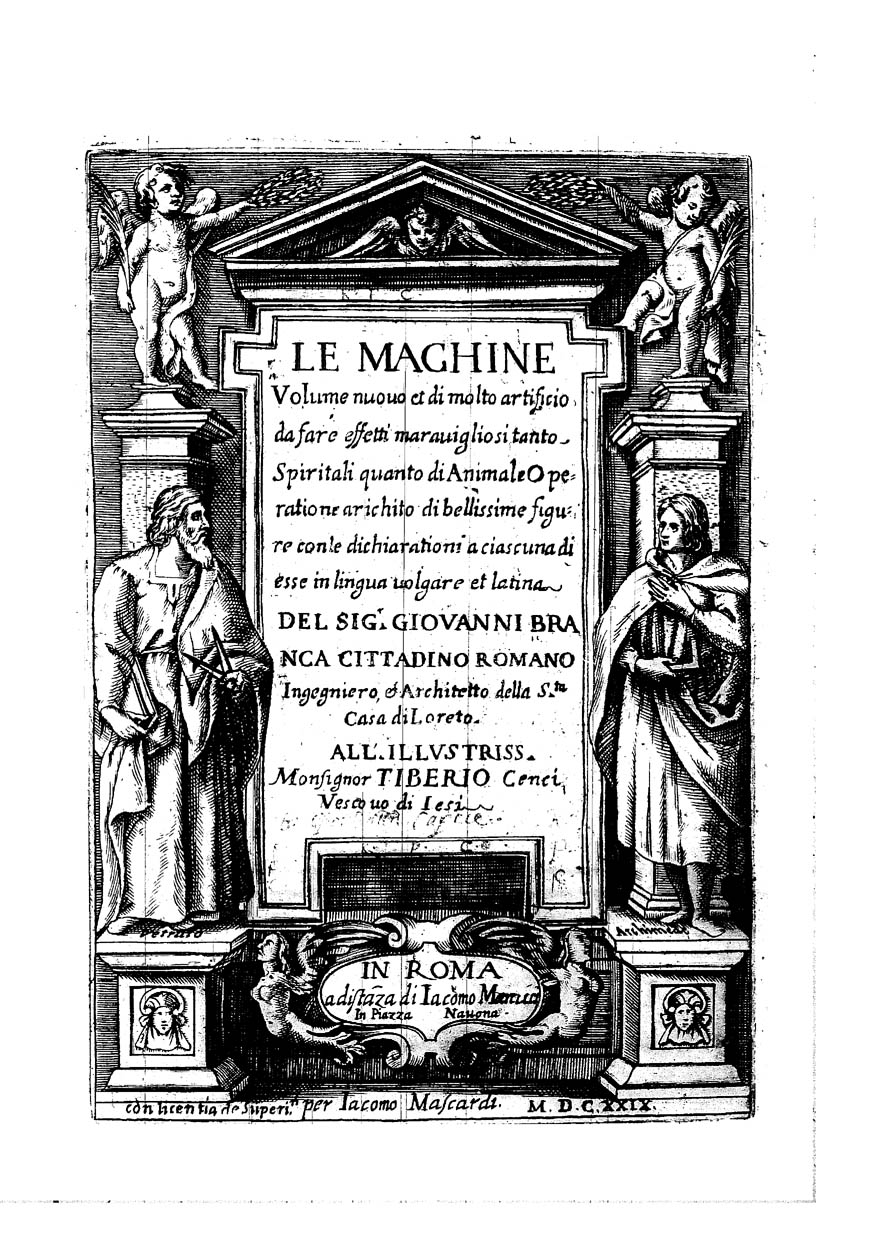
Le machine, frontespizio, 1629

Branca progettò molti strumenti meccanici, una collezione dei quali dedicò a Cenci, il governatore di Loreto. Questi furono poi pubblicati a Roma nel 1629 in un libro intitolato Le machine.
il libro, in ottavo, contiene 63 incisioni con le descrizioni in italiano e latino.
A differenza degli autori precedenti, Branca non ha la pretesa di aver realizzato molte delle macchine e in un caso è ancora incerto come la macchina in questione avesse dovuto funzionare. Nelle parole dello storico Alex Keller, le sue macchine "sembrano invenzioni studiate a tavolino che raramente hanno mai avuto alcuna omologa copia tridimensionale funzionante". 
Il cosiddetto motore a vapore di Branca appare nella 25ª tavola fuori testo de Le machine. Si compone di una ruota a pale piatte simile al sistema di propulsione di un battello fluviale, mostrata nell'atto di essere ruotata dal getto di vapore prodotto in un recipiente chiuso e rivolto alle palette attraverso un tubo (e quindi sarebbe più appropriato definirlo una turbina a vapore). Branca suggerisce che l'apparato potrebbe essere utilizzato per l'alimentazione di pestelli e mortai, rettificatrici, per sollevare l'acqua e tagliare il legno. Esso non ha alcuna relazione con ogni successiva applicazione della forza vapore e non è molto più di uno sviluppo della eolipila descritto da Erone di Alessandria nel primo secolo a.C..

## Opere
- Le machine, Roma, Giacomo Marcucci, 1629.[4]